# Hellfire (videogioco)
Hellfire (ヘルファイヤー?, Herufaiyā) è un videogioco arcade del genere sparatutto a scorrimento sviluppato nel 1989 da Toaplan. Convertito per Sega Mega Drive, è stato successivamente distribuito come Hellfire S per PC Engine.

## Trama
Nelle versioni arcade e Mega Drive, il protagonista è il capitano Lancer. In Hellfire S il personaggio giocante è Kaoru, doppiata da Yumi Tōma.

## Accoglienza
Keith Stuart di The Guardian considerò Hellfire come uno dei trenta migliori videogiochi dimenticati nel corso del tempo.